# Madisonville (Texas)
Madisonville é uma cidade localizada no estado norte-americano de Texas, no Condado de Madison.

## Demografia
Segundo o censo norte-americano de 2000, a sua população era de 4159 habitantes.
Em 2006, foi estimada uma população de 4326, um aumento de 167 (4.0%).

## Geografia
De acordo com o United States Census Bureau tem uma área de
11,1 km², dos quais 10,7 km² cobertos por terra e 0,4 km² cobertos por água. Madisonville localiza-se a aproximadamente 76 m acima do nível do mar.

## Localidades na vizinhança
O diagrama seguinte representa as localidades num raio de 36 km ao redor de Madisonville.